# Sint-Johanneskerk (Vlotho)
De Sint-Johanneskerk in Vlotho (Noordrijn-Westfalen) is de kerk van de hervormde gemeente Sint-Johannes en behoort tot het Kirchenkreis Vlotho, een van de 28 kerkdistricten van de Protestantse Kerk van Westfalen.

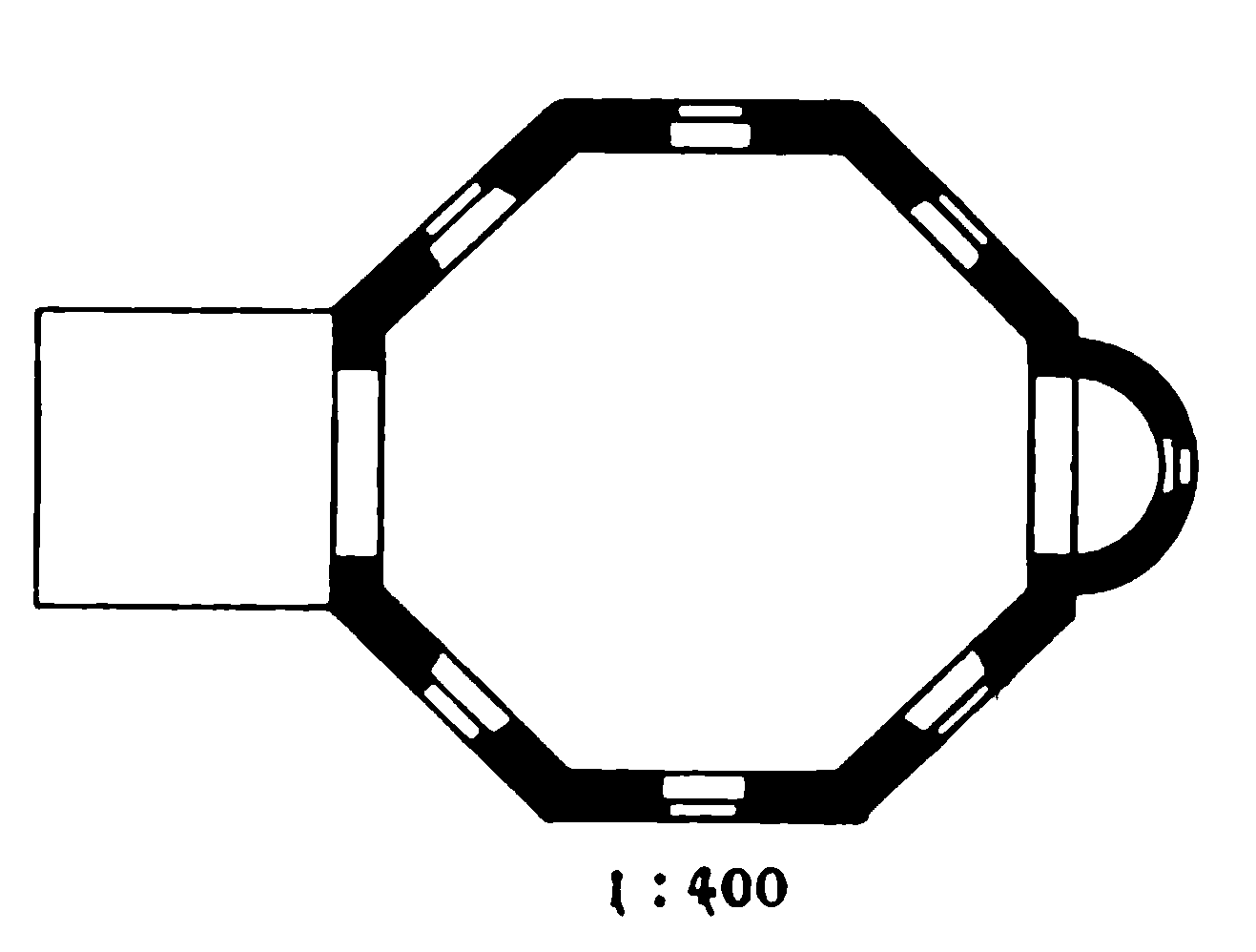
Plattegrond van de kerk

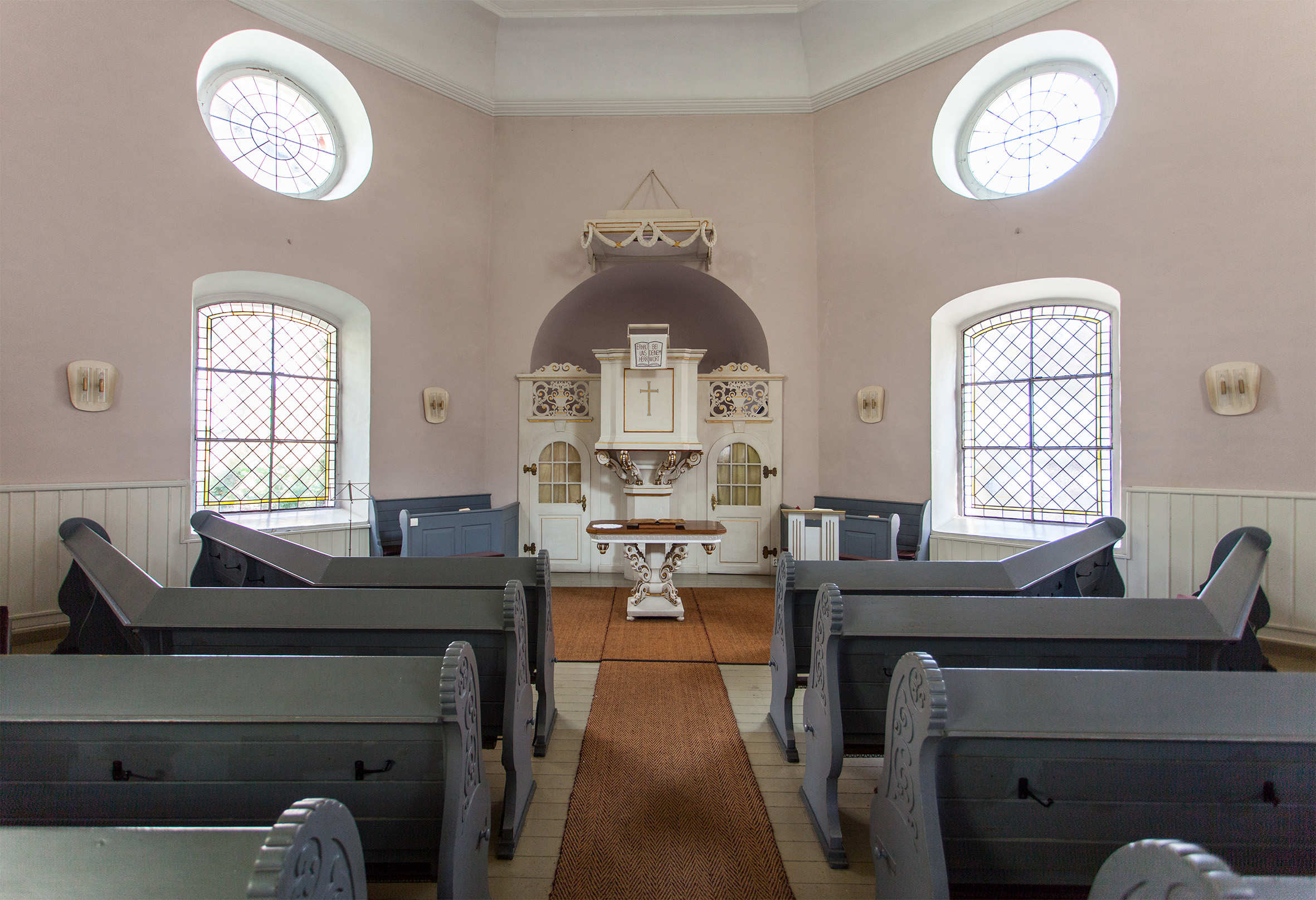
Interieur

## Bouwgeschiedenis en architectuur
In 1732 stichtten de vanuit het naburige graafschap Lippe afkomstige hervormde bewoners een eigen kerkelijke gemeente in Vlotho. Met hulp van de Pruisische koning Frederik II en veel offervaardigheid bouwden ze in het centrum van de stad een eigen kerk.
Het betreft een barokke centraalbouw met een achthoekig oppervlak en een halfronde apsis aan de oostelijke zijde. Binnen heeft de kerk een houten balkenplafond. De vensters en de ingangen werden vernieuwd.
In 1884 werd de westelijke toren aangebouwd.

## Interieur
Het interieur beantwoordt aan de calvinistische eenvoud. Centraal staan de preekstoel en de avondmaalstafel, die uit de bouwperiode van de kerk stammen.